# Вангові
Вангові (Vangidae) — родина птахів ряду горобцеподібних (Passeriformes). Включає 39 видів.

## Опис
Оперення зазвичай яскраве: Falculea palliata білого кольору з чорними крилами і хвостом, Euryceros prevostii забарвлена в темно-бурий колір з яскраво-червоними спиною, надхвостям, крилами і середніми рульовими, а блакитна ванга має білий низ і яскраво-блакитні голову, спину, крила і хвіст. Розміри Vangidae дрібні і середні — довжина тіла від 13 до 31 см.

## Охорона
Три види вангових (Oriolia bernieri, Xenopirostris damii і X. polleni) мають статус зникаючих видів у Червоному списку Міжнародного союзу охорони природи.

## Поширення
Традиційно вважалося, що вангові є ендемічною родиною Мадагаскару (якщо не враховувати один вид — Cyanolanius madagascarinus, що населяє також східні Коморські острови — Гранд-Комор і Мохелі). Проте , на початку XXI століття на основі генетичних досліджень, до вангових віднесено роди Prionops (з колишньої родини Prionopidae), Bias та Megabyas (з родини прирітникових) з континентальної Африки і Tephrodornis, Hemipus та Philentoma (з колишньої родини Tephrodornithidae), що трапляються в Південній Азії.

## Розмноження
У кладці 3-5 білих або зеленуватих яєць з темними плямами. Обидва батьки беруть участь в насиджуванні кладки і годуванні пташенят.

## Класифікація
- Рід Calicalus — рудохвоста ванга
  - Calicalicus madagascariensis — ванга рудохвоста
  - Calicalicus rufocarpalis — ванга маскова
- Рід Vanga — ванга
  - Vanga curvirostris — ванга гачкодзьоба
- Рід Oriolia — чорна ванга
  - Oriolia bernieri — ванга чорна
- Рід Xenopirostris — ванга-вузькодзьоб
  - Xenopirostris xenopirostris — ванга-вузькодзьоб пустельна
  - Xenopirostris damii — ванга-вузькодзьоб білогорла
  - Xenopirostris polleni — ванга-вузькодзьоб східна
- Рід Falculea — серподзьоба ванга
  - Falculea palliata — ванга серподзьоба
- Рід Artamella — білоголова ванга
  - Artamella viridis — ванга білоголова
- Рід Leptopterus — строката ванга
  - Leptopterus chabert — ванга строката
- Рід Cyanolanius — блакитна ванга
  - Cyanolanius madagascarinus — ванга блакитна
- Рід Schetba — руда ванга
  - Schetba rufa — ванга руда
- Рід Euryceros — товстодзьоба ванга
  - Euryceros prevostii — ванга товстодзьоба
- Рід Tylas — кінкімаво
  - Tylas eduardi — кінкімаво
- Рід Hypositta — червонодзьоба ванга
  - Hypositta corallirostris — ванга червонодзьоба
- Рід Newtonia — лемурка
  - Newtonia amphichroa — лемурка бура
  - Newtonia brunneicauda — лемурка сіра
  - Newtonia archboldi — лемурка буролоба
  - Newtonia fanovanae — лемурка рудохвоста
- Рід Prionops — багадаїс
  - Prionops alberti — багадаїс жовтоголовий
  - Prionops caniceps — багадаїс вохристочеревий
  - Prionops rufiventris — багадаїс рудочеревий
  - Prionops gabela — багадаїс габельський
  - Prionops plumatus — багадаїс білочубий
  - Prionops poliolophus — багадаїс сірочубий
  - Prionops retzii — багадаїс червоновійчастий
  - Prionops scopifrons — багадаїс рудолобий
- Рід Mystacornis — мадагаскарська тимелія
  - Mystacornis crossleyi — тимелія мадагаскарська
- Рід Bias — чубатий приріт
  - Bias musicus — приріт чубатий
- Рід Megabyas — великий приріт
  - Megabyas flammulatus — приріт великий
- Рід Hemipus — личинколюб
  - Hemipus hirundinaceus — личинколюб чорнокрилий
  - Hemipus picatus — личинколюб білокрилий
- Рід Tephrodornis — ванговець
  - Tephrodornis gularis — ванговець великий
  - Tephrodornis sylvicola
  - Tephrodornis pondicerianus — ванговець малий
  - Tephrodornis affinis
- Рід Philentoma — філентома
  - Philentoma pyrhoptera — філентома рудокрила
  - Philentoma velata — філентома чорнощока
- Рід Pseudobias — мадагаскарський приріт
  - Pseudobias wardi — приріт мадагаскарський